# 伊藤佳世子
伊藤 佳世子（いとう かよこ）は、日本の英米文学者。

## 来歴
英知大学文学部英文学科卒業、英知大学大学院博士課程修了。
英知大学、関西学院大学、大阪産業大学で非常勤講師を行う。
2016年京都大学国際高等教育院准教授、2017年高野山大学客員教授、2018年高野山大学文学部特任教授、2020年明治大学研究・知財戦略機構研究推進員。
2016年度～2019年度、科学研究費助成事業である「自律的な英語シャドーイング学習を目指した自動評価と教材データベースの開発研究」を行う。
2024年、高野山大学の特任教授に就任。

## 著書
- CD 赤チェックシート付 英検4級　頻出度別問題集 ISBN 978-4471470647

## 共著
- TOEICテストパワーアップ総合講座 ISBN 978-4764738744
- 決定版 英語エッセイ・ライティング ISBN 978-4902091373
- Get It,Essay Writing―エッセイ・ライティングの技能上達からプレゼンテーシ ISBN  978-4271410102
- 『Fairy Tales』童話で学ぶ英語の四技能 ISBN 978-4870971738
- 混沌と共存する比較文化研究 ISBN 978-4870972001